# Sjamil Abbjasov
Sjamil Erfanovitsj Abbjasov (Russisch: Шамиль Эрфанович Аббясов) (16 april 1957) is een voormalige Kirgizische atleet, die tijdens zijn atletiekloopbaan voor de Sovjet-Unie uitkwam. Hij was gespecialiseerd in het verspringen en het hink-stap-springen, werd op dit laatste onderdeel Europees indoorkampioen en was gedurende korte tijd ook houder van het wereldindoorrecord.

## Loopbaan
Abbjasov won een bronzen en een gouden medaille bij de Europese indoorkampioenschappen van 1981 in Grenoble. Hij behaalde zijn gouden medaille bij het hink-stap-springen met een wereldindoorrecord van 17,30 m, dat overigens nog geen maand stand hield. Op 13 maart 1981 verbeterde de Brit Keith Connor het in Detroit alweer tot 17,31.

## Persoonlijk leven
Hij is getrouwd met de olympische verspringkampioene van 1980 Tatjana Kolpakova en samen hebben zij drie kinderen.

## Titels
- Sovjet-Russisch kampioen verspringen - 1980
- Europees indoorkampioen hink-stap-springen - 1981

## Persoonlijke records
Outdoor
| Onderdeel          | Prestatie               | Datum           | Plaats    |
| ------------------ | ----------------------- | --------------- | --------- |
| hink-stap-springen | 17,27 m (+1.0 m/s) (NR) | 15 mei 1981     | Tasjkent  |
| verspringen        | 8,16 m (NR)             | 2 augustus 1981 | Leningrad |

Indoor
| Onderdeel          | Prestatie           | Datum            | Plaats   |
| ------------------ | ------------------- | ---------------- | -------- |
| hink-stap-springen | 17,30 m (ex-WR; NR) | 21 februari 1981 | Grenoble |
| verspringen        | 8,09 m (NR)         | 8 februari 1981  | Moskou   |

## Palmares

### verspringen
- 1980:  Russische kamp. - 7,97 m
- 1981:  EK indoor - 7,95 m
- 1982: 10e in kwal. EK - 7,58 m

### hink-stap-springen
- 1981:  EK indoor - 17,30 m